# Michałów (Pińczów)
Pour les articles homonymes, voir Michałów.
Michałów est un village de la voïvodie de Sainte-Croix et du powiat de Pińczów. Il est le siège de la gmina de Michałów.
Il héberge le plus important élevage de chevaux de Pologne.